# Doaga, Vrancea
Doaga este un sat în comuna Garoafa din județul Vrancea, Moldova, România. Această localitate este situată la 7 km distanță de orașul Mărășești.
 Acest articol despre o localitate din județul Vrancea este deocamdată un ciot. Puteți ajuta Wikipedia prin completarea lui.